# 4931 Томськ
4931 Томськ (4931 Tomsk) — астероїд головного поясу, відкритий 11 лютого 1983 року.
Тіссеранів параметр щодо Юпітера — 3,260.
За назвою російського міста Томська.